# Héming
Héming település Franciaországban, Moselle megyében. Lakosainak száma 495 fő (2022. január 1.). Héming Barchain, Bébing, Hertzing, Neufmoulins és Xouaxange községekkel határos.

## Népesség
A település népességének változása:
| Lakosok száma | 581  | 506  | 452  | 484  | 516  | 505  | 498  | 496  | 496  | 495  |
|               | 1968 | 1982 | 1990 | 2006 | 2013 | 2015 | 2017 | 2019 | 2020 | 2022 |